# Disney Channel (América Latina)
O Disney Channel América Latina é um grupo de canais de televisão a cabo e Satélite com sede na Argentina, na Venezuela e no Brasil e escritórios no Chile e México. Ele opera sob a marca internacional do Disney Channel.
A programação é feita através de um sistema de cinco sinais diferentes, que são distribuídos em toda a América Latina. É operado pela Walt Disney Television e The Walt Disney Company América Latina, que por sua vez são subsidiárias da The Walt Disney Company. Ele começou a transmitir no ano 2000 como um canal premium e em 2004 mudou-se como um canal básico. O canal tem o seu website DisneyLatino.com na América Latina.
De acordo com Chris Ross, presidente da Disney Channel Worldwide, o canal poderia ser lançado em televisão digital terrestre no futuro para a América Latina. Esta ideia surgiu após o sucesso do canal na Espanha, que foi lançado TDT em 01 de julho de 2008.

## Estrutura de Sinais
| País(es) | Sede                  | Estrutura de sinal        | Operado por                                             |
| --- | --------------------- | ------------------------- | ------------------------------------------------------- |
| Chile · Bolívia · Peru · Equador | Chile                 | Feed Pacífico Sul         | The Walt Disney Company (sede Santiago)                 |
| Argentina · Paraguai · Uruguai | Argentina             | Feed Atlântico Sul        | The Walt Disney Company (sede Buenos Aires)             |
| México | México                | Feed Norte                | The Walt Disney Company (sede Cidade do México)         |
| Colômbia · Costa Rica · El Salvador · Cuba · Guatemala · Honduras · Nicarágua · Panamá · República Dominicana · Venezuela · CARICOM                                                                           | Venezuela             | Feed Multi-country Centro | The Walt Disney Company (sede Caracas)                  |
| Brasil | Disney Channel Brasil | Feed Brasil               | The Walt Disney Company (sede São Paulo)                |
| Colômbia · Costa Rica · El Salvador · Cuba · Guatemala · Honduras · Nicarágua · Panamá · República Dominicana · Venezuela · México · Argentina · Paraguai · Uruguai · Chile · Bolívia · Peru · Equador Brasil | Argentina e Brasil    | Disney Channel HD         | The Walt Disney Company (sede Buenos Aires e São Paulo) |

Nota:
- Disney Channel HD é transmitido simultaneamente em todos América Latina em alta definição, em simultânea com Feeds.
- Disney Channel Brasil é transmitido no Brasil com o nome do canal da Disney Channel (Brasil)